# Dvubratski
Dvubratski (del ruso: Двубратский) es un posiólok del raión de Ust-Labinsk del krai de Krasnodar de Rusia. Está situada al norte de la orilla derecha del río Kubán, 11 km al nordeste de Ust-Labinsk y 68 km al nordeste de Krasnodar, la capital del krai. Tenía 8 541 habitantes en 2010.
Es cabeza del municipio Dvubrátskoye.

## Demografía
| 2002   | 2010  |
| ------ | ----- |
| 10 141 | 8 541 |

### Composición étnica
De los 10 141 habitantes que tenía en 2002, el 86 % era de etnia rusa, el 3.5 % era de etnia armenia, el 2.5% era de etnia ucraniana, el 1.3 % era de etnia gitana, el 1.2 % era de etnia georgiana, el 0.7 % era de etnia adigué, el 0.6 % era de etnia tártara, el 0.5 % era de etnia bielorrusa, el 0.4 % era de etnia azerí, el 0.4 % era  de etnia alemana, el 0.4 % era de etnia griega y el 0.1 % era de etnia turca

## Economía y transporte
En la localidad se halla un centro del Servicio Penitenciario Federal Ruso.
Cuenta con una estación en el ferrocarril Krasnodar-Kavkázskaya (Kropotkin).